# سوئیفتون (آرکانزاس)
سوئیفتون (آرکانزاس) (به انگلیسی: Swifton, Arkansas) یک شهر در ایالات متحده آمریکا با جمعیت ۷۹۸ نفر است که در آرکانزاس واقع شده‌است.

## موقعیت جغرافیایی
موقعیت جغرافیایی شهرها و مناطق اطراف به شرح زیر است: